# Añover de Tajo
Añover de Tajo – gmina w Hiszpanii, w prowincji Toledo, w Kastylii-La Mancha, o powierzchni 39,64 km². W 2011 roku gmina liczyła 5413 mieszkańców.